# Paolo Scalabrini
Paolo Scalabrini (1713 – 1803 i Lucca, Toscana) var en italiensk musiker, der virkede i København 1747-81 som kongelig kapelmester.

## Liv og gerning

### Ankomst til København
Scalabrini kom til København i slutningen af 1747 med et til hoffet engageret italiensk operaselskab under ledelse af Pietro Mingotti, hvis komponist og kapelmester han da havde været i nogle sæsoner.
Operaforestillingerne, der var noget nyt her til lands, begyndte på Charlottenborg 18. december og gjorde stormende lykke. Dronning Louise sværmede for italiensk musik, og da Scalabrini viste sig at være en rutineret musiker med et frugtbart og behageligt melodisk talent, blev han den 15. juli 1748 udnævnt til kongelige kapelmester i stedet for Scheibe, der var en erklæret modstander af den moderne italienske opera, og hvis stilling ved hoffet som følge deraf var blevet uholdbar.
Han var gift med den indtagende intermezzosangerinde Grazia, født Mellini, der samtidig med Scalabrinis ansættelse som kapelmester 1748 blev udnævnt til hofsangerinde (død 16. februar 1781, 61 år gammel). Efter hendes død ægtede han i Italien sangerinden Teresa Torre, som han havde bragt med til Danmark i 1768, og som i flere år sang i den italienske opera i København.

### Italienske intermezzoer
I det interregnum, der bestod mellem Mingotti’s gæstespil 1747—50 og 1752—56, havde Scalabrini, dels for at skaffe sig en bifortjeneste, dels for at glæde hoffet, søgt og fået tilladelse til at opføre italienske intermezzo’er på Den Danske Skueplads. Denne art stykker kunne lade sig opføre med kun to personer, og den ene af disse besad Scalabrini allerede i sin hustru, der var en ypperlig buffosangerinde. Som hendes medspiller engageredes den italienske sanger Gagiotti. der havde hørt til Mingottis trup og efter hans bortrejse var blevet tilbage i København. Den idelige gentagelse af de samme stykker, og den énsartede rollebesætning med fru Scalabrini og Gagiotti gjorde imidlertid omsider folk så kede af denne art stykker, at parterret søgte at hysse dem ned.
De de italienske intermezzoer var blevet fremført på italiensk, men den 24-årige norske juridiske student Niels Krog Bredal fik den ide at lade syngespil fremføre på dansk. Teksten til et første dansk syngestykke skrev han selv, til sangene fik han hjælp af Sarti. Det blev en succes, men den varede kort. Bredal fik ikke stor Glæde af sine intermezzoer, eftersom de næppe nok holdt sig på repertoiret i én sæson; man blev lige så hurtigt ked af dem, som af de italienske. Imidlertid begyndte en vis klike af de fornemme igen at agitere for indførelsen af en italiensk opera. Denne bevægelse blev ledet af Sarti. Kort efter rejste Sarti i egen person til Italien og vendte om efteråret hjem med et selskab, der var ringere end noget af de selskaber, der hidtil havde været i København.
Da Bredal efter Sartis afrejse havde fået nys om sagen, gik han til teaterdirektøren og fik udvirket, at der endnu blev gjort ét forsøg med et dansk syngespil i større stil. Forsøget mislykkedes imidlertid totalt. Et oversat italiensk syngespil med musik af Scalabrini: "Den belønnede Kærlighed eller de tro elskende", oplevede kun fire opførelser, et nyt originalt syngespil af Bredal med musik af Kleen, "Den musikalske Fortale", kun to.
Som et sidste forsøg i Bredals retning opførte man endnu i oktober 1760 i anledning af Suverænitetens Indførelse, den danske fest- og lejlighedsopera, "Geniernes Fest", hvortil teksten var af Prahl, mens musikken var overdraget Scalabrini. Det kan hævdes, at denne forestilling hovedsagelig kom i stand for at give den italienske danserinde, fru Como, der stod på en intim fod med teaterdirektør Fædder, lejlighed til at optræde som sangerinde. Hun påtog sig hovedrollen, mens man for at få birollerne og navnlig korene udførte måtte hjælpe sig, som man bedst kunne. Alle, som havde noget at gøre med teateret og ejede sangstemme, måtte hjælpe til: dansere, sufflører og statister, ja selv Latinskolen måtte bistå med fire syngende elever. Trods sin kostbare iscenesættelse blev dette stykke kun til liden indtægt og fratog omsider for en tid direktionen lysten til at befatte sig med danske syngespil.

### Hofkapelmester 1775
Det varede således ikke længe, inden Scalabrini igen måtte vige for Giuseppe Sarti. Denne var kommet til Danmark med Mingottis selskab i 1753 og blev 1755 kongelige kapelmester; men Scalabrini vedblev dog at opholde sig i København og knyttedes atter til hoffet i 1768 som kapelmester ved en italiensk komisk opera, som da blev oprettet. Endelig, ved Sartis landsforvisning 1775 blev Scalabrini igen antaget til hofkapelmester og beklædte derefter denne stilling indtil 1781, da han efter at have mistet sin hustru vendte tilbage til Italien, hvor han døde i Lucca 1803 i den høje alder af 90 år.

## Omfattende produktion
Scalabrini udfoldede en kvantitativt meget betydelig produktivitet både på operaens og kantatens område. Fra de første år af hans virksomhed her kunne eksempelvis nævnes operaerne Didone, Demetrio, Artaserse, L’Adriano og Siroe. Til nogle af disse var dog til dels benyttet musik af andre komponister, og Scalabrini synes i det hele ligesom adskillige af hans landsmænd ret ugenert at have tilsidesat de kunstneriske hensyn for de praktiske. Det omtales således, at han endog ved almindelig yndede syngespil lavede om på musikken for sangernes skyld, så at den på mange steder ikke var til at kende igen. Efter at han i det alvorlige fag var stillet i skygge af Sarti, dyrkede han især intermezzoet og den komiske opera. Den belønnede Kjærlighed, som han havde komponeret til en italiensk tekst, der blev oversat til dansk (1758), var det første af danske sangere på teatret opførte større syngespil.
Senere skrev han til dansk tekst Geniernes Fest (1760) og syngestykket Oraklet (1776). Mange af hans kantater og andre lejlighedskompositioner er ligeledes komponeret til danske tekster, hvoriblandt flere af Johannes Ewald. Til disse hører kantaterne til kongens fødselsdag 1771 og 1772 samt forspillene Cereris og Thetidis strid (1774) og Landsbyhøjtiden (1775). Han komponerede også et passionsoratorium af Ewald (1771), hvortil J.A.P. Schulz senere skrev en ny musik (Maria og Johannes).
Kun ét af hans værker overlevede ham: musikken til Peder Wessels parodi Kjærlighed uden Strømper (1773), hvormed han, sikkert meget imod sin vilje, bibragte den italienske opera, som han selv havde introduceret her i landet, det sidste, dræbende stød.

## Værker

### Operaer
- Sirbace (dramma per musica, 1742, Graz)
- Oronte re de sciti (opera seria, libretto af Carlo Goldoni, 1742)
- Artaserse (dramma per musica, libretto af Pietro Metastasio, 1743, Amburgo)
- Cajo Fabricio (dramma per musica, 1743, Graz)
- Siroe re di Persia (dramma per musica, libretto af Pietro Metastasio, 1744)
- Adelaide (dramma per musica, libretto af Antonio Salvi, 1744, Amburgo; i samarbejde med Gennaro D'Alessandro)[8]
- Antigono (dramma per musica, libretto af Pietro Metastasio, 1744, Praga)
- Catone in Utica (dramma per musica, 1744, Amburgo)
- Didone (dramma per musica, 1744, Amburgo)
- Venceslao (dramma per musica, 1744, København)
- Angelica e Medoro (dramma per musica, libretto af Pietro Metastasio, 1746, Hamborg)
- Adriano (dramma per musica, libretto af Pietro Metastasio, 1746, Hamborg)
- Alessandro nell'Indie (dramma per musica, libretto af Pietro Metastasio, København, 1749)
- Il marito vizioso (intermezzo, libretto af F. Darbes, 1750, København)
- Den forliebte skildrer (1756)
- Lucio Vero (dramma per musica, libretto af Apostolo Zeno, 1756, Brunswick)
- Kærlighed uden strømper (1773)
- Oraklet (1776)

### Andre værker
- Giuseppe riconosciuto (oratorio, libretto di Pietro Metastasio, 1742, Bologna)
- 6 symfonier